# Сант'Антонино (Верчели)
Сант'Антонино је насеље у Италији у округу Верчели, региону Пијемонт.
Према процени из 2011. у насељу је живело 741 становника. Насеље се налази на надморској висини од 188 м.